# Pandemia de COVID-19 en Países Bajos
El primer caso de la pandemia de COVID-19 en los Países Bajos se confirmó el 27 de febrero de 2020, cuando se confirmó su primer caso COVID-19 en Tilburgo. Involucraba a un holandés de 56 años que había llegado a los Países Bajos desde Italia. A fecha del 15 de marzo había 2.460 casos confirmados de infección en los Países Bajos y 76 pacientes infectados habían muerto. La primera muerte ocurrió el 6 de marzo, cuando un paciente de 86 años murió en Róterdam.
Hasta el 20 de febrero de 2022, se contabiliza la cifra de 6,082,555 casos confirmados y 21,483 fallecidos del virus.

## Prevención
El 27 de enero de 2020, el ministro de Atención Médica Bruno Bruins anunció que COVID-19, la enfermedad causada por el SARS-CoV-2, está clasificada como una enfermedad. Esto significa que los residentes de los Países Bajos tienen el deber de informar cuando sospechan que están infectados con el virus, o que otros sospechan que están infectados con el virus. El ministro también pudo intervenir rápidamente y tomar decisiones gracias a poderes ministeriales adicionales.
Los expertos del Equipo de Gestión de Brotes (OMT) no consideraron el examen en el aeropuerto de Schiphol o la distribución de máscaras faciales. Como el aeropuerto de Schiphol no tenía conexiones directas con Wuhan, no se tomaron medidas allí. La buena higiene y el mantenerse alejado de las personas enfermas se consideraban suficientes. Sin embargo, el aeropuerto recibió carteles con información sobre la enfermedad. RIVM y Erasmus MC pusieron a disposición pruebas para determinar si alguien está infectado con SARS-CoV-2.

## Impacto
En respuesta a las regulaciones anunciadas el 12 de marzo, la compra por pánico de alimentos, papel higiénico y medicinas, resultó en estantes vacíos en los supermercados. El primer ministro Mark Rutte hizo un llamado a la nación para detener este comportamiento. El 12 de marzo se anunció que todos los eventos públicos con más de 100 personas serán cancelados hasta el 6 de abril. El 24 de marzo, este período se extendió al 1 de junio para todos los eventos que requieren permiso. Tres días después, se anunció en una conferencia de prensa que todos los restaurantes, museos, clubes deportivos y escuelas debían cerrar.

### Economía
El 26 de marzo, la Oficina de Análisis de Política Económica publicó los primeros cálculos de las expectativas económicas. Estas expectativas se basan en la duración de las medidas de prevención contra la pandemia de coronavirus. Si estas medidas están presentes durante tres meses, se espera que la economía holandesa se reduzca en un 1,2 por ciento en 2020. Si se requieren estas medidas durante un año, la economía se reduciría en un 10 por ciento.

## Testeos
A mediados de marzo, el país podría analizar unas 1000 muestras por día, una cantidad inferior a la capacidad de otros países europeos. Esto también explica una relación relativamente grande entre el número de muertes y el número de casos confirmados. Al 25 de marzo, se han analizado 2.500 muestras diarias y se han realizado un total de 38.000 pruebas. Debido a la disponibilidad limitada de capacidad de prueba, se priorizó a ciertos grupos en las pruebas, como los trabajadores de la salud, los ancianos y las personas con síntomas agudos. La falta de capacidad de prueba provoca un número distinto de muertes por COVID-19 que no se registran como tales, aunque los médicos locales pueden reconocer los síntomas. A fines de marzo, el país estaba evaluando a unas 4.000 personas por día, con el objetivo de expandir la capacidad de prueba a unas 17.500 pruebas diarias en un par de semanas. Una vez que se haya alcanzado dicha capacidad de prueba, el gobierno holandés quiere expandir su capacidad de prueba a 29,000 pruebas por día. Según un informe de la RIVM, en el período comprendido entre el 9 de marzo y el 26 de abril se han realizado un promedio de 4.280 pruebas diarias. Varias organizaciones de salud han comenzado a hacerse pruebas, afirmando que los procedimientos de los centros de pruebas de GGD tardan demasiado.

## Estadísticas

### Casos por provincias
| Brabante Septentrional | 1 247 562 | 3711   |
| Drente                 | 205 713   | 452    |
| Flevoland              | 186 589   | 334    |
| Frisia                 | 281 034   | 618    |
| Groninga               | 252 311   | 357    |
| Güeldres               | 997 595   | 2814   |
| Holanda Meridional     | 1 719 919 | 5181   |
| Holanda Septentrional  | 1 347 393 | 3390   |
| Limburgo               | 534 070   | 2168   |
| Overijssel             | 572 672   | 1422   |
| Utrecht                | 674 687   | 1541   |
| Zelanda                | 170 497   | 392    |
| Países Bajos           | 8 190 255 | 22 380 |

## Respuesta de la Unión Europea
A partir de finales del primer trimestre de 2020, varios de los Estados miembros de la Unión se confrontaron a la crisis sanitaria de la pandemia de COVID-19. El impacto mediático generado por la situación, precipitó a los gobiernos nacionales y a las instituciones europeas a una situación sin precedentes, que en marzo, llevó a que los Estados miembros aceptaran la recomendación emitida por la Comisión Von der Leyen sobre lo que deberían hacer para restringir la entrada en el territorio a los residentes extracomunitarios. Casi al mismo tiempo, la Comisión lanzó su primera reserva de material médico con el fin de repartirlo a los Estados de la Unión más afectados por la pandemia.
En abril se sucedieron numerosas acciones políticas en respuesta a la crisis. En primer lugar reaccionó el Banco Central Europeo (BCE) con un programa de compra de títulos para evitar el colapso de los mercados de deuda, lo que contribuyó a estabilizar la situación financiera. Entonces, tras ser aprobada por primera vez la denominada “cláusula general de salvaguarda” prevista para escenarios de graves crisis generalizadas que afecten a la eurozona, la Comisión pudo levantar los límites que fijaba el pacto de estabilidad y crecimiento. De esta forma se autorizó a los gobiernos nacionales a inyectar en la economía tanto dinero «como fuese necesario». A dicha flexibilización se añadieron también los cambios en la autorización de ayudas públicas, ya que la normativa permitió otorgar hasta 800.000 euros por compañía en forma de subvención directa o ventajas fiscales. De manera complementaria, el Eurogrupo logró un acuerdo la segunda semana de abril que estableció los detalles de la primera red de seguridad comunitaria contra los efectos de la pandemia.
Pero el anuncio más destacado llegó el 18 de mayo de 2020, cuando en una rueda de prensa Merkel y Macron presentaron un plan para la UE en el marco de la crisis de la pandemia. Este impulso se integró con varias acciones institucionales de las semanas anteriores, y sirvió de base al plan recuperación económica (Next Generation EU) presentado por Von der Leyen la semana siguiente. Empero, el anuncio conjunto de Merkel y Macron fue impulsado por un fallo del Tribunal Constitucional de Alemania, que días antes había puesto en duda la independencia del Banco Central Europeo (BCE) para mantener a flote las economías de los miembros más vulnerables de la organización, así como la gobernabilidad de la UE. Hasta entonces, Merkel —quien ocho años antes, en el punto más álgido de la crisis del euro, aseguró que no habría eurobonos «mientras yo viva»— se había opuesto a la propuesta de Macron para crear un fondo que obligaría a los 27 a aumentar la deuda de forma conjunta.
En diciembre de 2020, la vacuna Tozinameran contra la COVID-19 logró la autorización de comercialización en la UE. BioNTech (Societas europaea), el laboratorio al origen de dicho producto, había recibido más de 9 millones de euros de financiación de la UE para la investigación durante la década precedente. Además, en junio fue beneficiario de un préstamo de 100 millones de euros del Banco Europeo de Inversiones (BEI), respaldado por la UE. Esto ayudó al laboratorio alemán a ampliar sus capacidades de fabricación y a suministrar la vacuna a nivel mundial.
En el plano internacional, durante el mes de mayo la Comisión lanzó la "Respuesta mundial al coronavirus", una acción que perseguía el «acceso universal a vacunas, tratamientos y tests de coronavirus asequibles». En la primera jornada del evento quedó cubierto el objetivo monetario de 7400 millones de euros, más de un tercio de los cuales procedían de la UE y sus Estados miembros. Este “maratón mundial de donantes”, dio paso al lanzamiento de una campaña denominada Global Goal: Unite for our Future que culminó el 27 de junio con una cumbre mundial de donantes, presidida por Von der Leyen, que recaudo 6.150 millones de euros.